# З Монті за Італію
З Монті за Італію (італ. Con Monti per l'Italia) — центристська виборча коаліція в Італії, яка формувалась для парламентських виборів 2013 року, щоб підтримати прем'єр-міністра Маріо Монті і його плани реформ. Платформа була заснована на маніфесті Монті під назвою «Зміна Італії. Реформа Європа».

## Формування і склад
Коаліція була створена в грудні 2012 року протягом останнього місяця уряду Монті. Вона складалася з таких партій:
- Громадянський вибір (Scelta Civica — SC, центристська), на чолі з Маріо Монті;
- Союз центру (Unione di Centro — UdC, християнсько-демократична), на чолі з П'єром Фердінандо Казіні;
- Майбутнє і свобода (Futuro e Libertà — FLI, консервативна), на чолі з Джанфранко Фіні.